# Kanton Le Mans-1
Der Kanton Le Mans-1 ist seit 2015 ein französischer Wahlkreis im Arrondissement Le Mans, im Département Sarthe und in der Region Pays de la Loire; sein Hauptort ist Le Mans.

## Gemeinden
Der Kanton besteht aus zwei Gemeinden und Gemeindeteilen mit insgesamt 23.480 Einwohnern (Stand: 1. Januar 2022) auf einer Gesamtfläche von 18,29 km²:
| Gemeinde         | Einwohner 1. Januar 2022 | Fläche km² | Dichte Einw./km² | Code INSEE | Postleitzahl |
| ---------------- | ------------------------ | ---------- | ---------------- | ---------- | ------------ |
| Le Mans          | 21.128                   | 9,14       | 2.312            | 72181      | 72000, 72100 |
| Rouillon         | 2.352                    | 9,15       | 257              | 72257      | 72700        |
| Kanton Le Mans-1 | 23.480                   | 18,29      | 1.284            | 7210       | –            |

1. ↑   Nur der westliche Teil der Gemeinde, der Rest verteilt sich auf die Kantone Le Mans-2, Le Mans-3, Le Mans-4, Le Mans-5, Le Mans-6 und Le Mans-7.